# Jan Zimmermann (Fußballtrainer)
Jan Zimmermann (* 5. Oktober 1979 in Hannover) ist ein deutscher Fußballtrainer. Er stieg mit dem 1. FC Germania Egestorf/Langreder 2016 in die Regionalliga Nord und mit dem TSV Havelse 2021 in die 3. Liga auf.

## Spielerkarriere
Zimmermann spielte in der Jugend von Bayer 04 Leverkusen. Er verbrachte seine Spielerkarriere im Herrenbereich beim SV Arminia Hannover, dem TSV Havelse, Borussia Mönchengladbach II, dem FC Carl Zeiss Jena, Eintracht Braunschweig, dem VfB Lübeck, dem SC Verl, dem 1. FC Wunstorf und dem 1. FC Germania Egestorf/Langreder.

## Trainerkarriere
Zimmermann begann seine Trainerkarriere 2011 beim 1. FC Germania Egestorf/Langreder als Spielertrainer. In seinen sieben Jahren als Trainer führte er den Verein von der Landesliga Hannover bis in die Regionalliga Nord. Der Verein schaffte es, sich für den DFB-Pokal 2016/17 zu qualifizieren, verlor aber in der ersten Runde mit 0:6 gegen die TSG 1899 Hoffenheim.
Im Jahr 2018 wurde Zimmermann als Trainer des TSV Havelse verpflichtet. Während seiner Amtszeit gewann Havelse den Niedersachsenpokal 2019/20 und qualifizierte sich damit für den DFB-Pokal 2020/21, wo Havelse in der ersten Runde gegen den 1. FSV Mainz 05 mit 1:5 verlor. In der abgebrochenen Saison 2020/21 der Regionalliga Nord belegte Havelse den zweiten Platz in der Gruppe Süd und qualifizierte sich für die Aufstiegsspiele zur 3. Liga, nachdem der SC Weiche Flensburg 08 und Werder Bremen II keine Drittligalizenzen beantragten. Dort gewann der TSV Havelse gegen den 1. FC Schweinfurt 05 aus der Regionalliga Bayern und kehrte somit nach 30 Jahren in den Profifußball zurück.
Zur Saison 2021/22 übernahm Zimmermann den Zweitligisten Hannover 96 als Nachfolger von Kenan Koçak. Er unterschrieb einen Vertrag bis zum 30. Juni 2023. Bereits Ende November 2021 wurde er wieder freigestellt, als die Mannschaft nach dem 15. Spieltag mit 14 Punkten auf dem 16. Platz stand. Anfang Februar 2023 übernahm Zimmermann die in der 3. Liga spielende zweite Mannschaft von Borussia Dortmund als Nachfolger von Christian Preußer. Diese stand zu diesem Zeitpunkt nach dem 21. Spieltag der Saison 2022/23 mit 21 Punkten auf dem 16. Platz und hatte nur einen Punkt Vorsprung auf einen Abstiegsplatz.  Er unterschrieb einen Vertrag bis zum 30. Juni 2024. Aufgrund der zunehmen erfolgreichen Arbeit Zimmermanns – die Saison 2023/24 beendete die Mannschaft mit 54 Punkten auf Platz 11 – wurde sein Vertrag bis zum 30. Juni 2026 verlängert.
Ende April 2025 gab der Verein bekannt, dass man die Zusammenarbeit auf Wunsch von Zimmermann mit dem Ende der Saison 2024/25 beenden werde. Anfang Mai 2025 erfolgte die sofortige Trennung, als die Mannschaft zwei Spieltage vor dem Saisonende punktgleich mit dem ersten Abstiegsplatz war.
Zur Saison 2025/26 wurde Zimmermann beim Bundesligisten RB Leipzig Co-Trainer des neuen Cheftrainers Ole Werner. Er unterschrieb einen Vertrag bis zum 30. Juni 2027.

## Erfolge
Als Spieler
- Meister der Landesliga Hannover und Aufstieg in die Oberliga Niedersachsen: 2012 (1. FC Germania Egestorf/Langreder)

Als Trainer
- Aufstieg in die 3. Liga: 2021 (TSV Havelse)
- Aufstieg in die Regionalliga Nord: 2016 (1. FC Germania Egestorf/Langreder)
- Niedersachsenpokalsieger: 2020 (TSV Havelse)
- Meister der Landesliga Hannover und Aufstieg in die Oberliga Niedersachsen: 2012 (1. FC Germania Egestorf/Langreder)